# Jack Doohan
Jack Doohan   (Gold Coast, 20 de gener de 2003) és un pilot d'automobilisme australià que competeix en la Fórmula 2 per l'equip Virtuosi Racing. Jack està involucrat a la Fórmula 1 com a pilot de proves per a Alpine, a més de formar part de l'acadèmia de pilots de l'equip francès.
El pilot australià va ser subcampió dues vegades a la F3 asiàtica (2019 i 2020) i també a la Fórmula 3 el 2021. Entre el 2018 i el 2021, va formar part de l'acadèmia de pilots de Red Bull. Jack és fill de Mick Doohan, llegendari corredor de motos i cinc vegades campió de la categoria de 500cc (actual MotoGP).

## Trajectòria

### Kartings
Jack va començar la seva carrera de carreres als 9 anys a Kàrting. El 2015 i el 2016 es va convertir en dues vegades campió d'Austràlia. Amb èxit local, també va participar en categories internacionals, entre les quals va quedar tercer al campionat d'Europa i sisè al Campionat del Món del 2017, la categoria principal de Kart.

### Monoplaces

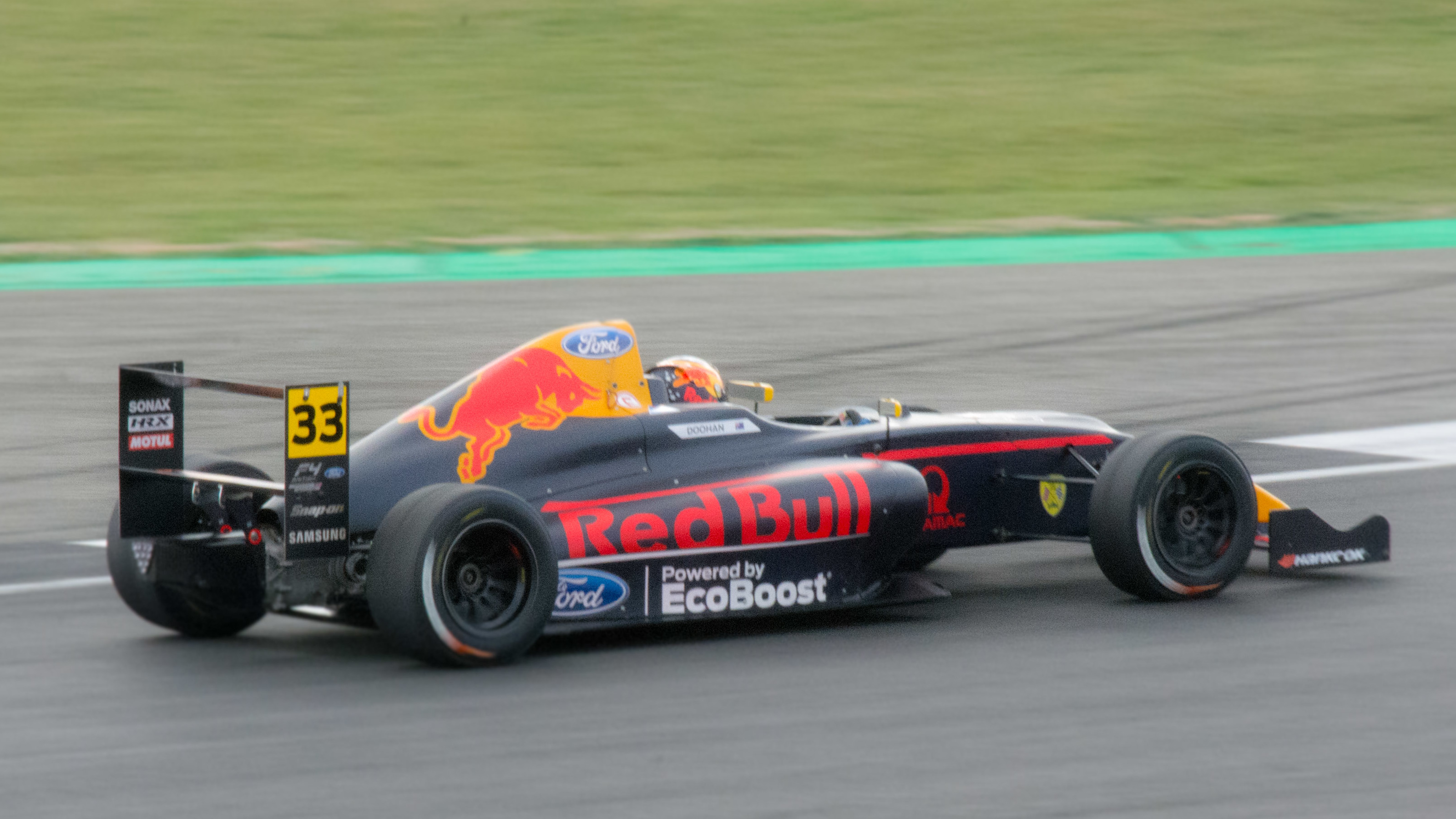
Jack Doohan competint a la F4 britànica (2018).

L'any 2018, amb 15 anys, es va incorporar als monoplaces, en córrer a la F4 britànica, i va mostrar una bona impressió guanyant tres carreres, dotze podis i acabant la competició en cinquena posició. El mateix any, va competir en més dos campionats de Fórmula 4, a Alemanya i Itàlia, obtenint resultats poc expressius.
L'any 2019 va començar a córrer a la F3 asiàtica i ho va fer bé, guanyant cinc curses i acabant segon a la classificació general, acabant darrere del japonès Ukyo Sasahara, que va ser el campió. I la temporada 2019-20 va tornar a ser subcampió guanyant 6 curses i aconseguint 10 podis, acabant darrere del campió Joey Aldres.
Jack va córrer a l'MRF Challenge 2000 entre 2018-19 i va acabar novè amb tres podis. El 2019 va competir a l'Euroformula Open i va acabar dotzè amb 79 punts, amb un segon lloc a Àustria.

### Fórmula 3

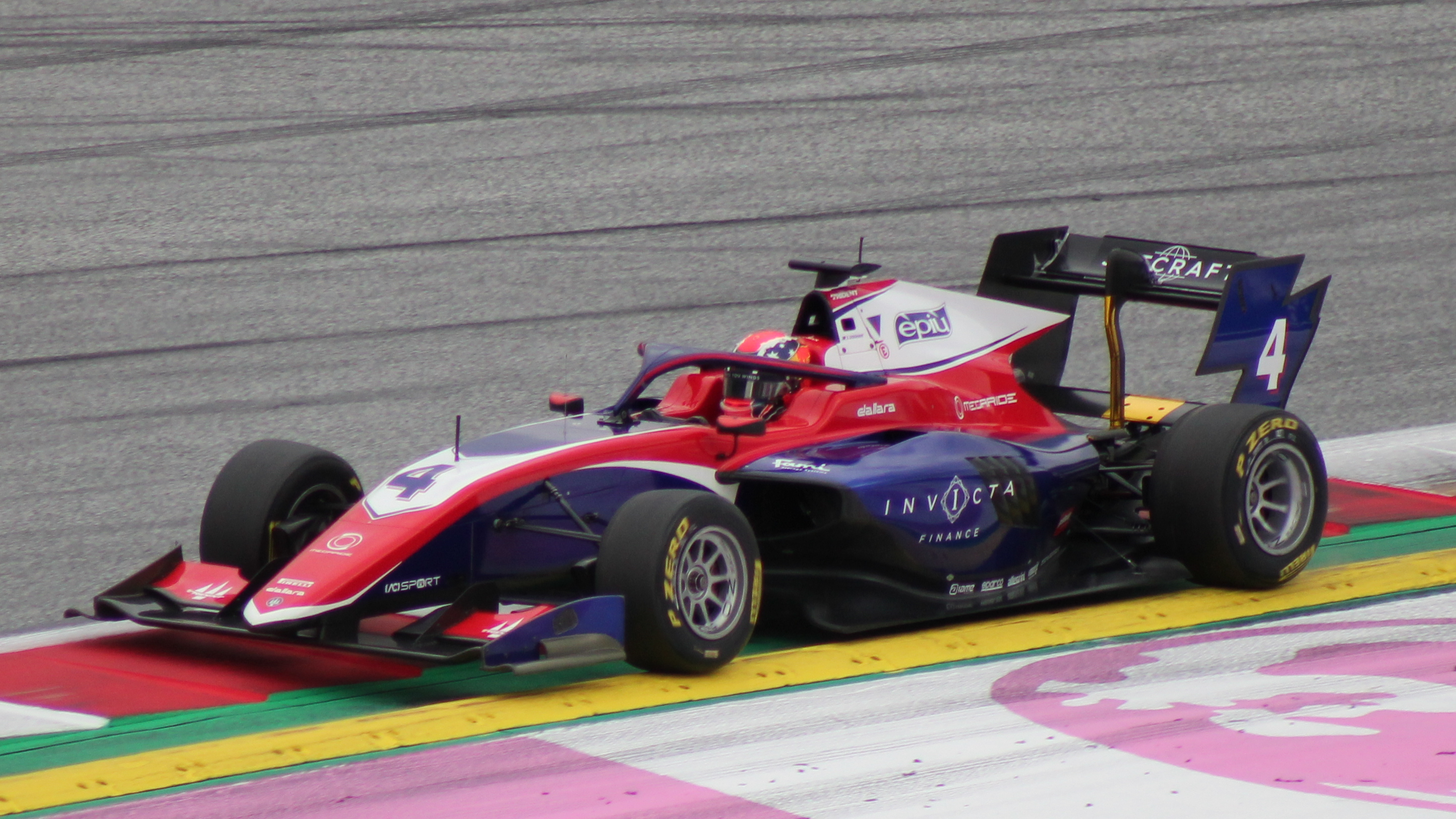
Doohan en la F3 (2021).

El gener de 2020, l'australià va signar amb HWA Racelab per córrer en la Fórmula 3, al costat d'Enzo Fittipaldi i Jake Hughes. Amb la pandèmia de la COVID-19, el campionat es va ajornar i Jack va debutar a les rondes de Spielberg i va acabar un en 14è i, a la cursa curta es va retirar amb problemes mecànics. Al llarg de la temporada, no va aconseguir punts, obtenint l'11a posició com el seu millor resultat i acabant en el 26è lloc.
Al final del 2020, fa proves de posttemporada amb Trident i el 2021, signa amb l'equip italià i corre amb Clément Novalak i David Schumacher, fill de l'antic pilot d'F1 Ralf Schumacher. En aquesta temporada les coses són diferents per a l'australià. A les rondes de Montmeló, el pilot va aconseguir la seva primera puntuació a quedar vuitè en la segona cursa i el seu primer podi, amb el segon lloc a la tercera prova i la seva primera victòria va arribar a la tercera prova a Le Castellet. Al llarg de la temporada, Doohan va assolir més tres victòries, cinc podis i dues pole positions i va acabar en segona posició i al final de la temporada, va acabar com a subcampió, amb 179 punts, per darrere del campió Dennis Hauger.

### Fórmula 2

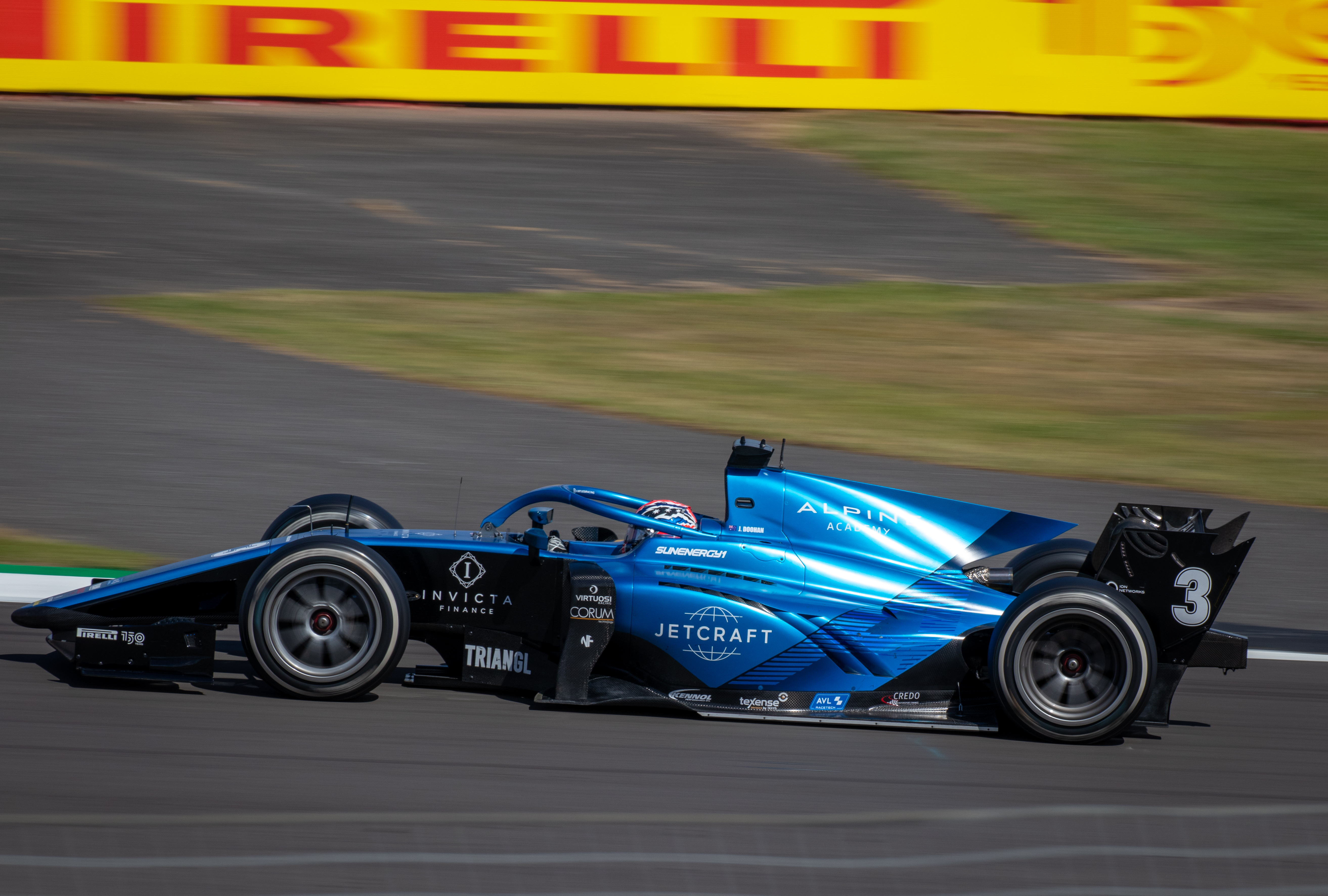
Doohan competint en la F2 a Silverstone (2022).

Després de finalitzar la Fórmula 3 en segon, Doohan va ser escollit per MP Motorsport per córrer les dues últimes rondes de la temporada 2021 de Fórmula 2, en substitució de Richard Verschoor. En la primera cursa a Gidda, va acabar en 11è lloc, gairebé ocupant la pole inversa, i en la segona cursa va acabar cinquè, anotant els seus primers punts. Na ronda final, a Yas Marina, va aconseguir el vuitè en la segona cursa i en la tercera i última cursa, va abandonar la cursa després de girar i el cotxe va patir danys. En sis curses als dos circuits àrabs, Doohan va acabar el campionat a dinou posició, amb 7 punts.
El 13 de desembre de 2021, Jack signa amb Virtuosi Racing per córrer la temporada 2022, amb el japonès Marino Sato com a company d'equip. A la ronda inicial a Sakhir, Doohan aconsegueix la pole position, i a les curses, obté dos dècims llocs, puntuant a la cursa de llarga durada. En les primeres curses, Doohan es va retirar en dos i va ocupar el segon lloc a Montmeló. La seva primera victòria a la categoria va arribar a Silverstone, després de la setena classificació, però en la cursa de pluja esprint, confiant en una estratègia de pneumàtics mullats, Doohan va agafar el lideratge i la va mantenir fins al final, obtenint el seu primer triomf. Durant la segona part del campionat va aconseguir més dues victòries, a Hungaroring i Spa-Francorchamps i va aconseguir la seva segona pole a Monza. Acaba el campionat en sisena posició amb 128 punts, 122 més que Sato, que va acabar en 22è lloc.

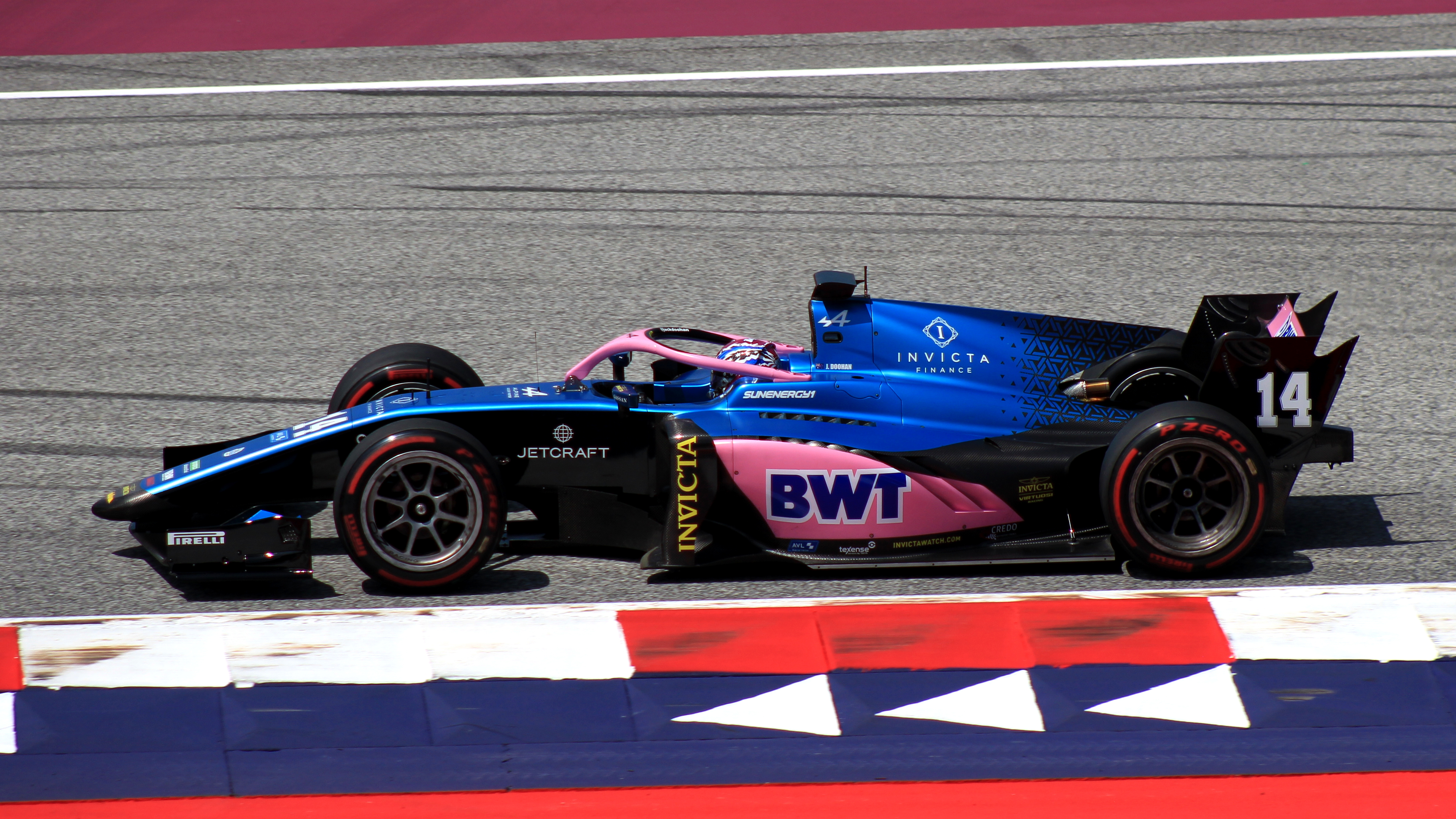
Doohan a la ronda d'Spielberg el 2023

Al novembre, després del final de la temporada 2022, Doohan fa proves de posttemporada a Yas Marina, i el 30 de novembre es va confirmar la seva renovació amb l'equip italià per 2023 i Amaury Cordeel substitueix el japonès com a company d'equip. A la primera part del campionat, Doohan va anotar en sis de les deu primeres carreres, inclosa l'obtenció del segon lloc a Gidda, però en altres quatre va tenir dues retirades, entre elles a Melbourne després de tocar el seu cotxe i a Montecarlo, amb una fallada de cotxe.
Però, a partir de Barcelona, Doohan va començar a reaccionar al campionat, aconseguint un cinquè i sisè lloc, i a la ronda de Budapest, Jack va aconseguir la pole position, a la cursa llarga, va guanyar de manera èpica liderant de principi a fi i anotant la volta més ràpida, aconseguint un Grand Chelem, sent el segon pilot a aconseguir aquesta gesta, després del seu compatriota Oscar Piastri el 2021. A la ronda de Spa, també va assolir una altra victòria en la cursa llarga. En les dues jornades següents, es va decebre per no anotar punts en tres curses, només a Monza amb la sisena posició, cosa que li va treure les possibilitats de guanyar el campionat. Fins ara, se situa a quarta posició amb 138 punts.

### Fórmula 1
El setembre de 2017, encara en Kart, Doohan va començar la seva implicació en el món de la Fórmula 1 quan va ser contractat per Red Bull per formar part del programa de joves pilots de l'equip i el 2022, ja a la Fórmula 2, va canviar de programa, incorporant-se a l'academia de pilots d'Alpine. El maig de 2022, va experimentar la conducció d'un cotxe de F1 per primera vegada conduint l'Alpine A521 al Circuit de Losail, al Qatar i al juliol va tornar a fer proves al circuit de Monza, abans del GP Britànic. Va debutar en un gran premi de Fórmula 1 conduint en la primera sessió d'entrenaments lliures del GP de Ciutat de Mèxic, substituint Esteban Ocon i acabant dinovè i tornant a provar al GP d'Abu Dhabi. El mateix any es va considerar el seu lloc a l'equip francès, però Pierre Gasly va ser escollit per competir l'any següent.
El 2023 és escollit tercer pilot i tornarà a córrer en la primera sessió d'entrenaments lliures, als GPs de Ciutat de Mèxic i Abu Dhabi, així com el 2022.

## Resum de la carrera esportiva
| Temporada | Categoria                                | Equip                        | Curses            | Victòries         | Poles             | VR                | Podis             | Punts             | Pos.              |
| --------- | ---------------------------------------- | ---------------------------- | ----------------- | ----------------- | ----------------- | ----------------- | ----------------- | ----------------- | ----------------- |
| 2018      | F4 Britànica                             | TRS Arden Junior Racing Team | 30                | 3                 | 0                 | 7                 | 12                | 328               | 5è                |
| 2018      | ADAC Fórmula 4                           | Prema Theodore Racing        | 8                 | 0                 | 0                 | 1                 | 0                 | 35                | 12è               |
| 2018      | F4 Italiana                              | Prema Theodore Racing        | 6                 | 0                 | 0                 | 0                 | 0                 | 9                 | 20è               |
| 2018-19   | MRF Challenge - Fórmula 2000             | MRF Racing                   | 5                 | 0                 | 0                 | 0                 | 2                 | 50                | 9è                |
| 2019      | Campionat asiàtic de F3                  | Hitech Grand Prix            | 15                | 5                 | 1                 | 5                 | 13                | 276               | 2n                |
| 2019      | Campionat asiàtic de F3 - Serie d'hivern | Hitech Grand Prix            | 3                 | 0                 | 0                 | 0                 | 2                 | 0                 | NVC†              |
| 2019      | Eurofórmula Open                         | Double R Racing              | 16                | 0                 | 0                 | 0                 | 2                 | 79                | 11è               |
| 2019-20   | Campionat asiàtic de F3                  | Pinnacle Motorsport          | 15                | 6                 | 4                 | 5                 | 10                | 229               | 2n                |
| 2020      | FIA Fórmula 3                            | HWA RACELAB                  | 18                | 0                 | 0                 | 0                 | 0                 | 0                 | 26è               |
| 2021      | FIA Fórmula 3                            | Trident                      | 20                | 4                 | 2                 | 1                 | 7                 | 179               | 2n                |
| 2021      | FIA Fórmula 2                            | MP Motorsport                | 6                 | 0                 | 0                 | 0                 | 0                 | 7                 | 19è               |
| 2022      | FIA Fórmula 2                            | Virtuosi Racing              | 28                | 3                 | 3                 | 4                 | 6                 | 128               | 6è                |
| 2022      | Fórmula 1                                | BWT Alpine F1 Team           | Pilot de proves   | Pilot de proves   | Pilot de proves   | Pilot de proves   | Pilot de proves   | Pilot de proves   | Pilot de proves   |
| 2023      | FIA Fórmula 2                            | Invicta Virtosi Racing       | Temporada en curs | Temporada en curs | Temporada en curs | Temporada en curs | Temporada en curs | Temporada en curs | Temporada en curs |
| 2023      | Fórmula 1                                | BWT Alpine F1 Team           | Pilot de proves   | Pilot de proves   | Pilot de proves   | Pilot de proves   | Pilot de proves   | Pilot de proves   | Pilot de proves   |
| Font:     |                                          |                              |                   |                   |                   |                   |                   |                   |                   |

- † Doohan va ser pilot convidat, però no va poder sumar punts.

## Resultats

### FIA Fórmula 3
(Clau) (negreta indica pole position) (cursiva indica volta ràpida)
| Any  | Equip       | 1          | 2           | 3           | 4           | 5           | 6          | 7           | 8          | 9           | 10          | 11         | 12         | 13         | 14          | 15         | 16         | 17         | 18         | 19       | 20      | 21      | Pos. | Punts |
| ---- | ----------- | ---------- | ----------- | ----------- | ----------- | ----------- | ---------- | ----------- | ---------- | ----------- | ----------- | ---------- | ---------- | ---------- | ----------- | ---------- | ---------- | ---------- | ---------- | -------- | ------- | ------- | ---- | ----- |
| 2020 | HWA Racelab | RBI FEA 14 | RBI SPR Ret | RBII FEA 22 | RBII SPR 20 | HON FEA Ret | HON SPR 25 | GBI FEA Ret | GBI SPR 27 | GBII FEA 26 | GBII SPR 21 | CAT FEA 14 | CAT SPR 15 | SPA FEA 12 | SPA SPR Ret | MNZ FEA 17 | MNZ SPR 21 | MUG FEA 13 | MUG SPR 11 |          |         |         | 26è  | 0     |
| 2021 | Trident     | CAT 1 17   | CAT 2 8     | CAT 3 2     | LEC 1 7     | LEC 2 5     | LEC 3 1    | RBR 1 3     | RBR 2 7    | RBR 3 27    | HON 1 9     | HON 2 13   | HON 3      | SPA 1 12   | SPA 2 1     | SPA 3 1    | ZAN 1 6    | ZAN 2 18   | ZAN 3 4    | SOX 1 15 | SOX 2 C | SOX 3 1 | 2n   | 179   |

### FIA Fórmula 2
| Any   | Escuderia               | 1   | 1   | 2   | 2   | 3   | 3   | 4   | 4   | 5   | 5   | 6   | 6   | 7   | 7   | 8   | 8   | 9   | 9   | 10  | 10  | 11  | 11  | 12  | 12  | 13  | 13  | 14  | 14  | Pos. | Punts |
| ----- | ----------------------- | --- | --- | --- | --- | --- | --- | --- | --- | --- | --- | --- | --- | --- | --- | --- | --- | --- | --- | --- | --- | --- | --- | --- | --- | --- | --- | --- | --- | ---- | ----- |
| 2022  | Virtuosi Racing         | SAK | SAK | GID | GID | IMO | IMO | BAR | BAR | MON | MON | BAK | BAK | SIL | SIL | RBR | RBR | FRA | FRA | HON | HON | SPA | SPA | ZAN | ZAN | MNZ | MNZ | YMC | YMC | 6è   | 128   |
| 2022  | Virtuosi Racing         | 14  | 10  | Ret | 9   | 11  | Ret | 6   | 2   | 7   | 4   | 11  | 13  | 1   | 9   | 3   | 19  | 4   | 5   | 1   | Ret | 2   | 1   | 9   | Ret | 6   | Ret | 7   | Ret | 6è   | 128   |
| 2023* | Invicta Virtuosi Racing | SAK | SAK | GID | GID | ALB | ALB | BAK | BAK | MON | MON | BAR | BAR | RBR | RBR | SIL | SIL | HON | HON | SPA | SPA | ZAN | ZAN | MNZ | MNZ | YMC | YMC |     |     | 4t   | 138   |
| 2023* | Invicta Virtuosi Racing | 11  | 16  | 7   | 2   | Ret | 8   | 17† | 15  | 6   | Ret | 5   | 6   | 7   | 4   | 3   | 4   | 10  | 1   | 5   | 1   | 6   | NVC | 9   | 6   |     |     |     |     | 4t   | 138   |
| Font: |                         |     |     |     |     |     |     |     |     |     |     |     |     |     |     |     |     |     |     |     |     |     |     |     |     |     |     |     |     |      |       |

* - Temporada en curs.

### Fórmula 1
| Any   | Equip              | 1   | 2   | 3   | 4   | 5   | 6   | 7   | 8   | 9   | 10  | 11  | 12  | 13  | 14  | 15  | 16  | 17  | 18  | 19     | 20     | 21  | 22     | Pos. | Punts |
| ----- | ------------------ | --- | --- | --- | --- | --- | --- | --- | --- | --- | --- | --- | --- | --- | --- | --- | --- | --- | --- | ------ | ------ | --- | ------ | ---- | ----- |
| 2022  | BWT Alpine F1 Team | BHR | ARA | AUS | EMI | MIA | ESP | MON | AZE | CAN | GBR | AUT | HON | FRA | BEL | PBA | ITA | SIN | JAP | EUA    | MEX TD | SAO | ABU TD |      |       |
| 2023  | BWT Alpine F1 Team | BHR | ARA | AUS | AZE | MIA | MON | ESP | CAN | AUT | GBR | HON | BEL | PBA | ITA | SIN | JAP | QAT | EUA | MEX TD | SAO    | LAS | ABU TD |      |       |
| Font: |                    |     |     |     |     |     |     |     |     |     |     |     |     |     |     |     |     |     |     |        |        |     |        |      |       |